# Famille Butler (Irlande)
Pour les articles homonymes, voir Butler.
Cet article possède un paronyme, voir Familles de Butler.
La famille Butler est une famille noble irlandaise originaire de Normandie qui se fixa en Irlande au début du XIIIe siècle. Son nom est issu du mot français « bouteleur » ou « bouteiller ». Elle donna de nombreuses branches.

## Histoire
Originaire de Brionne en Normandie, cette famille normande arrive en Angleterre avec Guillaume le Conquérant. Sa filiation commence avec sir Hervé Gaultier, seigneur de Newton dans le Suffolk au règne du roi Henri II, dont son fils sir Walter FitzRobert (en) se marie avec Mathilde, fille de Thibaud de Valognes (en), seigneur de Parham dans le Suffolk, puis grand-justicier du Roi, dont la sœur Berthe épouse Ranulf de Glanville. On leur connaît quatre fils, l'archevêque Hubert de Cantorbéry, sir Robert Fitzwalter (es), sir Osbert FitzWalter (en) et Theobald (en) († 1206),, nommé grand-boteleur d'Irlande, c'est-à-dire l'échanson héréditaire qui donnera à la famille le nom « Butler » et prit le titre de baron d'Ormonde, aussi ancêtre de la famille Boteler (en) de Bewsey (en) dans le Lancashire.

## Branches

### Butler d'Ormonde
Cette branche aînée a été titrée comtes d'Ormonde (1328, 1529 et 1536), ducs d'Ormonde (1661 et 1682) et marquis d'Ormonde (1816 et 1825) (titres éteints). Sa devise est As I Find It (en) (Comme Je Trouve). Les Butler d'Ormonde ont possédé Le château de Kilkenny pendant plus de 500 ans, de 1391 à 1935. Charles Butler dernier marquis d'Ormonde est mort en 1996 sans postérité masculine.

### Butler de Cahir
Cette branche commence avec Jacques Butler, 2e comte d'Ormonde (en) (1331 † 1382), fils cadet de Jacques Butler, 1er comte d'Ormonde et de lady Éléonore de Bohun (fille du comte d'Hereford), auquel le roi Édouard III donne les domaines du château de Cahir qui épouse Élisabeth D'Arcy ; dont une fille, lady Éléonore Butler, qui apporte Cahir à Gerald FitzGerald, 4e comte de Desmond.
Leur fille unique dame Catherine de Cahir, le rapporte à son cousin germain Jacques Butler, 3e comte d'Ormond, qu'elle n'épouse pas mais dont elle a au moins quatre enfants naturels. L'aîné de ces bâtards, Seamus Galda dit Jacques, hérite ce domaine et fait la souche des Butler, seigneurs de Cahir.
Son descendant, Thomas (en), marié à une autre Éléonore de Butler, fille du comte Piers le Rouge (en), sera fait baron Cahir (en) le 10 novembre 1543. Il meurt en 1558, et son seul fils survivant Edmond, 2e baron Cahir, meurt peu après en 1560.
Ce dernier n'ayant pas d'héritier mâle, le titre de baron Cahir passe à son cousin Théobald Butler (en) qui a eu plusieurs fils ayant laissé des descendants.
L'un d'eux, Richard Butler, né en 1696 à Kilkenny en Irlande, capitaine des vaisseaux de la Compagnie des Indes, fut naturalisé français en 1740 et obtint  en 1744 des lettres de reconnaissance
de noblesse qui le font descendre de Théobald Butler, baron de Caher, son quatrième aïeul, vivant en 1600. Nommé membre du Conseil supérieur de Saint-Domingue, il n'a laissé qu'une fille, Françoise de Butler, mariée en 1758 avec Étienne Baude, marquis de la Vieuville, mort guillotiné à Rennes en 1795.
Sa devise est « God Be My Guide ».

### Butler d'Ikerrin
Cette branche commence avec le vicomte Ikerrin (en) en 1629, marié à lady Ellen Butler, fille de Walter, 11e comte d'Ormonde (en) et d'Helen Butler (en), fille du 2e vicomte Mountgarret.
Lui-même descendait de John Butler of Clonamicklon (en), fils cadet d'Edmond Butler (en), comte de Carrick.

### Butler de Carrick

Butler, comtes de Carrick

La terre de Carrick a appartenu à Edmond Butler, comte d'Ormonde, sans doute à cause d'une confiscation provisoire, car elle revient dans la famille Bruce.
Cette branche, titrée comte de Carrick, commence avec Somerset Butler (1718 † 1774), fils de Thomas, 6e vicomte Ikerrin († 1719) et de Marguerite Hamilton.
La filiation se poursuit avec substitutions jusqu'à nos jours avec Thomas Butler, 11e comte de Carrick, né en 1975.
Sa devise est : « Soyez Ferme ».

### Butler de Dunboyne
Cette branche commence avec le mariage de Thomas Butler (en) (1271 † 1329), troisième fils de Théobald Butler (1242 † 1285), grand-bouteiller d'Irlande, avec Synolda le Petit, dame de Dunboyne ; il fut créé en tant que baron Dunboyne (en).
Après plusieurs substitutions, cette branche a subsisté jusqu'à nos jours.
Sa devise était : « Timor Domini Fons Vitæ ».

### Butler de Galmoye

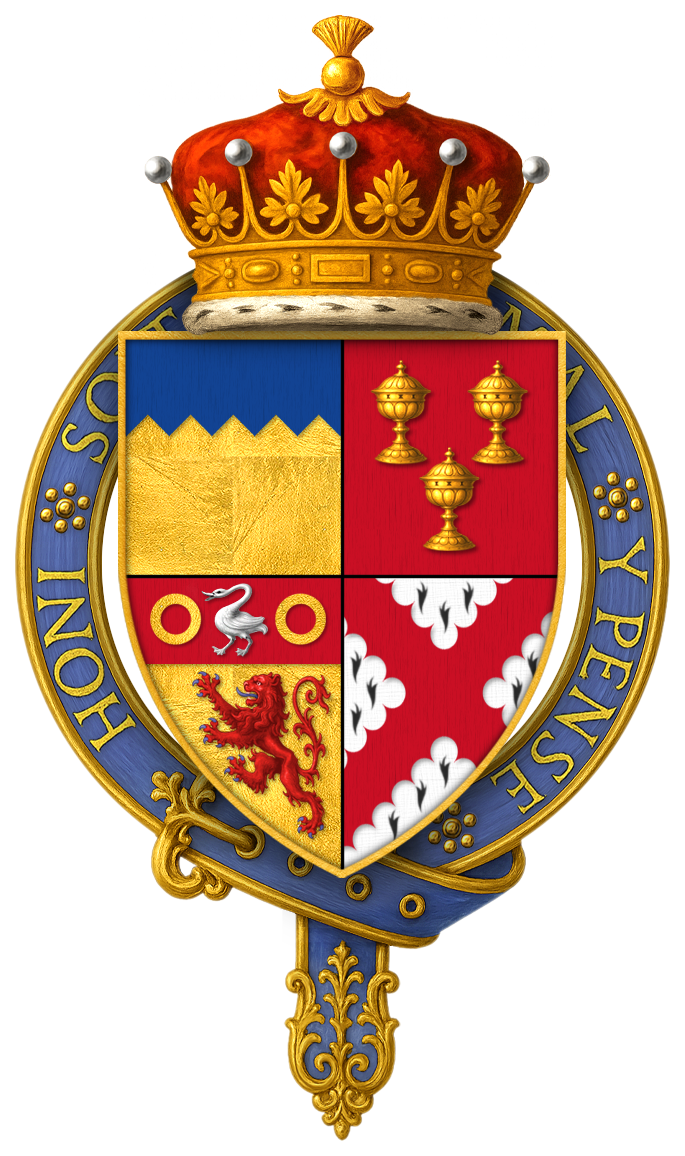
Armoiries du comte d'Ormond et Ossory KG

Galmoye est une des neuf baronnies du comté d'Ormonde.
Cette branche, cousine des Mountgarrett, commence avec Piers FitzThomas Butler (en), fils naturel de Thomas le Noir (1532 † 1614), comte d'Ormonde et Ossory, qui lui-même a un fils William Butler qui reçoit de son grand-père la terre de Galmoye (en).
Son arrière-petit-fils, Édouard Butler (en) (1652 † 1740), 2e vicomte Galmoye, reste dans l'entourage de Jacques Ier Stuart, et s'établit en France où il est naturalisé. Il possédait un régiment à son nom dit "le Régiment de Galmoye" ou 2e régiment de cavalerie irlandaise, dont il était colonel, sera nommé maréchal des camps (1702) et lieutenant-général des armées du roi.
Il décède en 1740 avant son fils, à Saint-Germain-en-Laye, et c'est son neveu Jacques Butler (en) de facto 4e vicomte Galmoye, et qui avait déjà hérité de son régiment.
Sa devise était : « Non Fortiorquam Justius ».

### Butler de Mountgarret
Voir : vicomtes Mountgarret (en), prétendant aux titres abéants de comte d'Ormond et d'Ossory aussi dans la pairie d'Irlande; sa devise est « Depressus Extollor ».

## Titres et fonctions
- Bouteillers d'Irlande
- Vice-rois d'Irlande
- Comte d'Ormonde

## Galerie

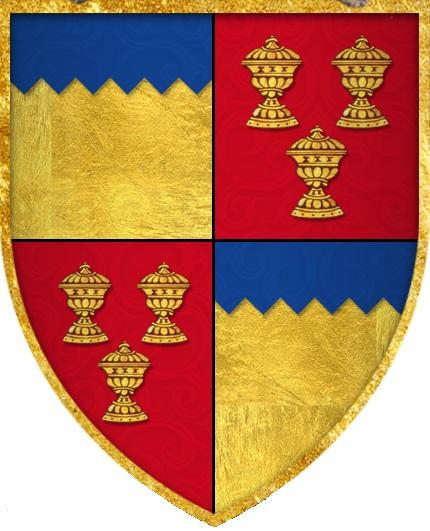
Blason écartelé des Butler d'Ormonde
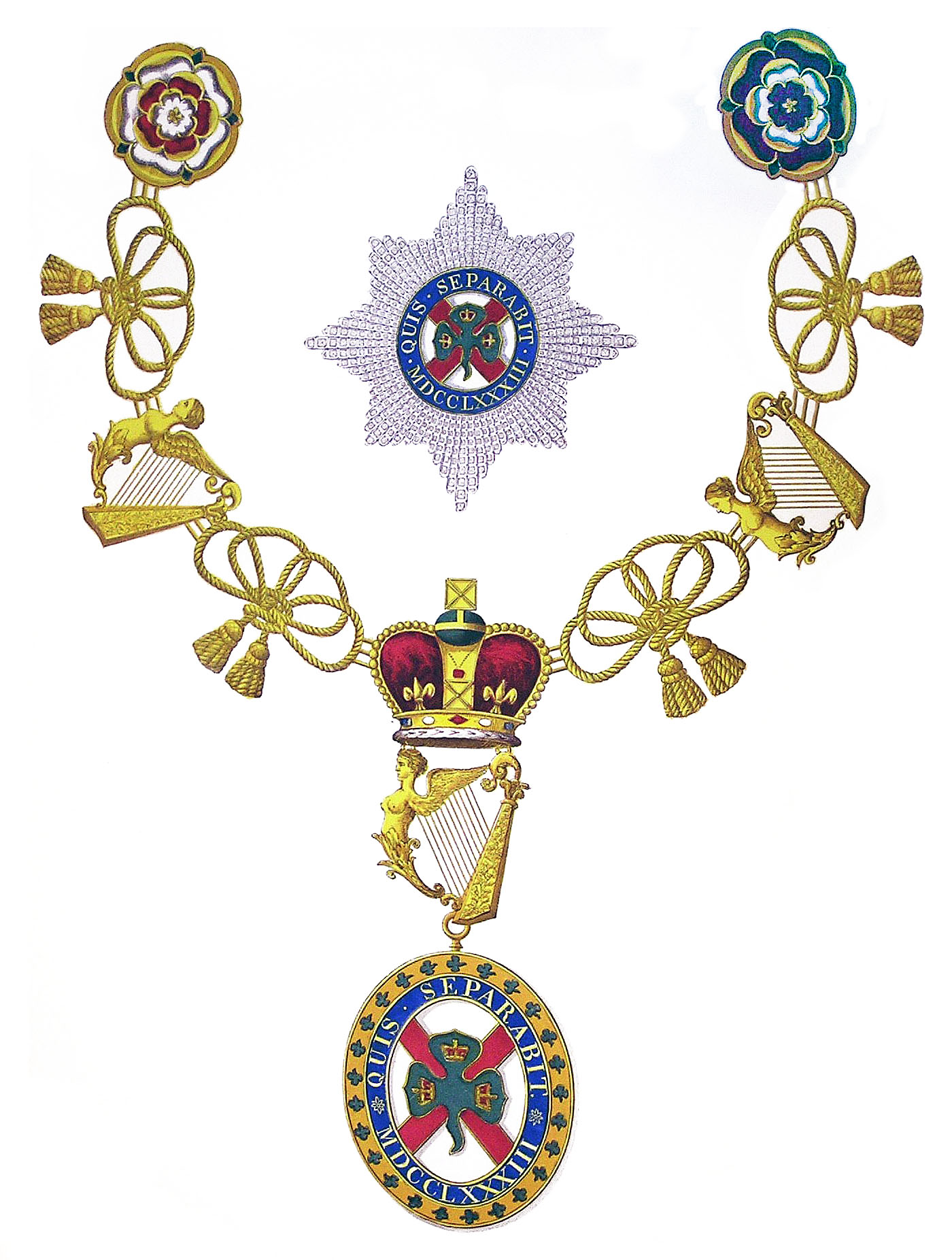
Insigne de l'ordre de Saint-Patrick
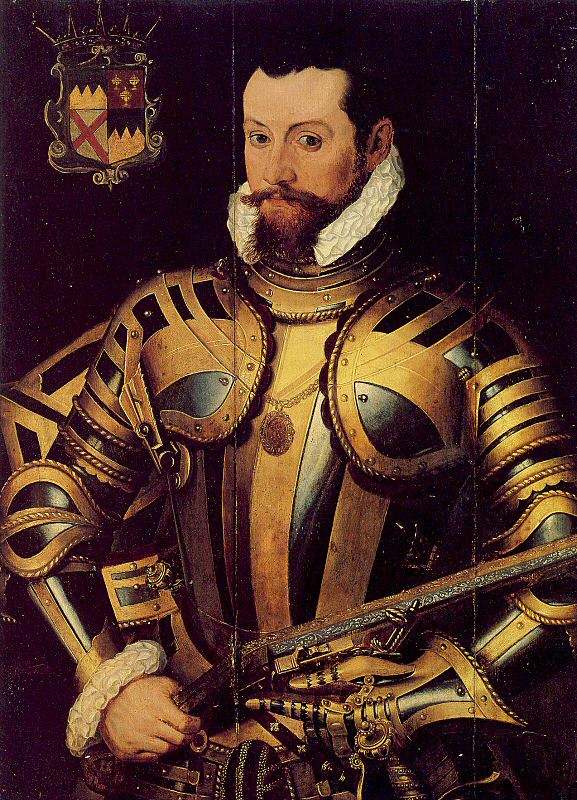
Comte « Black Tom » d'Ormonde

## Châteaux
- Château de Cahir
- Château de Kilkenny

## Familles Butler fixées en France
Des familles  Butler originaires d'Irlande se fixèrent en France au XVIIe siècle. Deux d'entre-elles obtinrent en France en 1744 et 1757 une reconnaissance de noblesse d'ancienne extraction irlandaise. Une autre obtint en 1760 de Louis-Pierre d'Hozier un certificat de noblesse d'ancienne extraction irlandaise mais les différents auteurs travaillant sur son origine sont d'avis divergents.
Une famille Butler, originaire de Kilkenny, s'établit en Bretagne à Lorient. Elle est reconnue noble en France en 1744 en la personne de Richard Butler, commandant de vaisseaux de la Compagnie des Indes. Cette famille est éteinte.
Une famille Butler, vicomtes de Galmoye, issue d'un fils illégitime de Thomas Butler, 10e comte d'Ormond dit «Thomas Le Noir» († 1614), se fixe au XVIIe siècle à Saint-Germain-en-Laye où elle accompagne le roi d'Angleterre Jacques II lors de son exil. Elle est reconnue noble en France en 1757. Cette famille est éteinte.
Une famille Butler, originaire de Galway où ses membres étaient marchands, s'installa à  La Rochelle en 1665 en la personne de Jean Butler (1641-1704) marchand, banquier et armateur à Galway puis à La Rochelle. Elle obtint en 1760, un certificat de Louis Pierre d'Hozier, juge d'armes de la noblesse de France, certifiant au roi qu'au vu d'« une généalogie en langue latine » attestée en 1750 par l'archevêque de Dublin attestant qu'elle était issue de « Thomas Butler, appelé Thomas le Noir (...) issu de la très noble et très illustre famille de Butler dans la Momonie, autrement le Munster (...) cette famille doit « être considérés comme des Gentilshommes d’ancienne extraction du Royaume d’Irlande ». Gustave Chaix d'Est-Ange écrit que ce certificat « ne saurait toutefois avoir la valeur ni d'un jugement de maintenue de noblesse, ni de lettres patentes de reconnaissance de noblesse ». Elle fit enregistrer « ses titres de noblesse » (ce certificat de noblesse irlandaise) auprès du Conseil Supérieur de Saint-Domingue le 1er mai 1770.
Albert Révérend,  écrit sur les Butler de Ross (qui est la branche de Robert Butler mentionné par Révérend en tête de sa notice), homonymes de ceux de Galway, eux-aussi marchands à La Rochelle au XVIIe siècle : « Cette famille Butler est bien originaire d’Irlande où ce nom est très répandu, mais ne se rattache historiquement en aucune façon à l’illustre maison des Butler, ducs et comtes d'Ormonde, comtes de Galmoy etc. ». 
Cette famille de Galway puis La Rochelle est subsistante, celle de Ross est éteinte. 